# Guty Cárdenas
Augusto Alejandro Cárdenas Pinelo (Mérida, 12 de diciembre de 1905 - Ciudad de México, 5 de abril de 1932), conocido como Guty Cárdenas, fue un cantante, guitarrista y compositor mexicano, además de representante de la trova yucateca.

## Primeros años
Desde su infancia, se distinguió por su capacidad intelectual y dedicación a los estudios, además de su disciplina en el deporte, que lo hizo acreedor a diversos trofeos y reconocimientos como atleta destacado. Realizó sus estudios en la Escuela Modelo, que aún hoy funciona en el mismo local del Paseo de Montejo de la ciudad de Mérida. En esa escuela, conoció a Chalín Cámara, con quien formaría un dueto que llevó al acetato muchos de sus temas.[cita requerida]
Su padre era pianista y su madre tocaba la guitarra y cantaba, por lo que Guty recibió la influencia inicial que sería decisiva para su futuro. El trovador yucateco Ricardo Palmerín daba clases a su tío Fernando Pinelo Ituarte, y esto lo aprovechaba Guty para espiar las clases y aprender. Cuando su tío se ausentaba por momentos de la habitación, Guty le pedía a Palmerín que le cantara alguna de sus más recientes composiciones. Cuando el maestro retornaba a dar la siguiente clase, ya Guty se había aprendido el tema que le cantara el compositor.[cita requerida]

## Carrera
Su padre, que era comerciante de profesión, lo envió a estudiar a Estados Unidos de América y posteriormente, en 1922, a la Ciudad de México para continuar sus estudios de contaduría en el Colegio Williams. Al regresar a su hogar, tuvo que hacerse cargo de los negocios de la familia. Sin embargo, él ya se había percatado de que su verdadera pasión era la música.
Cuando terminó sus estudios, se dedicó plenamente a la composición y al canto. En 1927, conoció en la ciudad de Mérida al compositor Ignacio Fernández Esperón, apodado artísticamente Tata Nacho, al pintor Ernesto García Cabral y a otros personajes que albergó en la casa que su abuela materna le había confiado y que aún se conserva en el barrio de Santa Lucía, en la confluencia de las calles 55 y 64. Regresó a la capital mexicana ese mismo año, invitado por quien sería su promotor, Ignacio Fernández Esperón. Debutó cantando en un evento de aniversario del periódico Excelsior y en el concurso La fiesta de la canción con su composición Nunca, cuya letra había escrito Ricardo López Méndez y que originalmente estaba escrita en ritmo de bolero, pero que, a sugerencia de Tata Nacho, el mismo Guty transformó en clave, como se conoce hasta la fecha.[cita requerida]
A partir de este momento, se convirtió en uno de los cantautores preferidos del público. Realizó presentaciones como solista y firmó contrato con la disquera mexicana Huici, la cual se transformaría más tarde en Discos Peerless. En esa compañía realizó sus primeras grabaciones, entre ellas del tema "Nunca". Luego, pasó a formar parte de los artistas exclusivos de la compañía Columbia Records.
En 1928, emprendió una gira por Estados Unidos de América, uniendo su talento al de la cantante Nancy Torres, con quien formó un dueto exitoso. Residió en la ciudad de Nueva York, donde formó otro dueto con Chalín Cámara, paisano y coterráneo suyo a quien había conocido desde los años en que ambos fueron condiscípulos en la Escuela Modelo de su natal Mérida.[cita requerida]
En esa ciudad estadounidense hizo varias presentaciones y firmó nuevos contratos discográficos con las empresas Brunswick y con la sede estadounidense de Columbia Records. En esta etapa, colaboró con músicos de diferentes procedencias y con orquestas de jazz estadounidenses. El 1 de julio de 1931 contrajo matrimonio con Ann Patrick, descendiente de irlandeses a quien conoció en Nueva York. El padrino de bodas fue el compositor y director de orquesta Eric Madriguera, cuya agrupación acompañó a Guty en muchas de sus grabaciones. A su regreso a México pasaron a residir en la colonia Roma de la Ciudad de México. Esa residencia la adquirió Guty el 31 de diciembre de 1931 para su madre Carmen Pinelo Ituarte. De este matrimonio no hubo descendencia.

## Asesinato
Al año siguiente, regresó a su país ya casado. El 5 de abril de 1932, se encontraba en la mesa de una cantina llamada Salón Bach, en la Ciudad de México, cuando se inició una pelea con dos hermanos españoles que se encontraban en el lugar. Según el reporte policial, Guty Cárdenas murió por un disparo que hizo el comerciante español Ángel Peláez Villa (natural de Posada de Llanes, Asturias). Mucho se especuló sobre el motivo de esta riña. Algunos testigos afirmaron que fue Guty quien inició la pelea con un español, cuyo hermano respondió con certeros disparos que truncaron la vida del artista. Otras versiones apuntan a que el cantautor yucateco no fue asesinado por una riña de cantina motivada por celos, sino por un corrido grabado en Nueva York en abril de 1931, en el cual celebró el fin de la monarquía española, titulado La República en España. La disquera Columbia Records dio gran difusión a este tema tanto en América Latina como en España. Según el poeta Ricardo López Méndez, su asesino, después de cumplir una breve condena por su crimen, regresó a España, donde participó en la guerra civil del lado de las fuerzas monárquicas.[cita requerida]

## Obra
Entre sus canciones más conocidas, se encuentran:
- Nunca,[4] cuya letra fue escrita por el poeta Ricardo López Méndez
- Caminante del Mayab, con letra de Antonio Mediz Bolio[5]
- Flor
- Un rayito de sol
- Fondo azul
- Golondrina viajera
- Para olvidarte
- Peregrino de amor
- Ojos tristes

Todas estas canciones, que son representativas de la trova yucateca clásica, han sido interpretadas con gran éxito no solo por él mismo, sino por otros muchos trovadores, que las siguen cantando en la actualidad.
Poco tiempo antes de su muerte, Guty Cárdenas visitó la isla de Cuba, donde tuvo ocasión de departir con el escritor Nicolás Guillén, hecho del que queda constancia en el escrito “La última noche de Guty en la Habana”, redactado por el propio Guillén a la muerte de Guty Cárdenas y publicado en la revista cubana Orbe el 24 de abril de 1932, escrito que posteriormente el autor cubano incluyó en su libro Prosa de prisa (1975-1976). Lo que muy poca gente sabía es que Guty Cárdenas había compuesto una última canción antes de su muerte.

Este tema se titula "Canto negro" y está compuesto en estilo de canto ñáñigo. El texto está escrito con un lenguaje en el que abundan las onomatopeyas que le imprimen un ritmo propio al poema. Guty hace una verdadera recreación del canto de los negros, compartiendo la misma inquietud de Guillén por exaltar a esa raza. Es verdaderamente extraordinaria la coincidencia de los talentos de dos grandes artistas en una obra exquisitamente bella.

El hallazgo de este tema se debe al cantante de música mexicana Zarco Gómez, quien se apasionó con la obra y vida de Guty Cárdenas al grado de investigar todo lo referente a su vida. Uno de los materiales que Zarco Gómez consultó es el libro Guty Cárdenas: Leyenda o realidad, de los investigadores musicales Rafael De Pau Canto y Beatriz Heredia Morales, que en su página número 62 dice:

"Otra canción que quedó inédita fue Canto negro, cuyos arreglos musicales fueron hechos por Vicente Uvalle, músico también de origen yucateco y que triunfó en la capital. Por el título pensamos que es de corte cubano, y la señora Marín de Cárdenas está dispuesta a donarla a alguna Institución musical de esta ciudad de Mérida, siempre que la entrega se haga en forma oficial y posteriormente sea difundida."

A pesar del escepticismo de algunos investigadores yucatecos sobre la existencia de dicha partitura, Gómez decidió investigar más a fondo sobre el paradero de esta y habló con Carmen Sánchez Juárez, sobrina de Guty Cárdenas, quien a su vez le pidió a su hermano que le entregara todo lo relacionado con su tío. La sorpresa fue enorme cuando de entre los recuerdos que guardaban del cantautor se halló la partitura buscada por Rafael de Pau, quien no tuvo la fortuna de verla ni de escuchar la melodía con que Guty Cárdenas acompañó los versos de Nicolás Guillén.
Dicha partitura fue, al parecer, realizada por Vicente Uvalle Castillo en 1933, un año después del deceso de Guty Cárdenas, y la canción se estrenó el día martes, 13 de abril del 2010, cuando la interpretaron a dúo los trovadores yucatecos Laura Moguel y Felipe García en el Teatro Olimpo de Mérida, Yucatán.
Posteriormente, se encontraron dos poemas escritos por Guty Cárdenas, aunque se pensaba que únicamente había escrito la letra de "Mi canción quisiera", musicalizada por el colombiano Jorge Áñez. Se han musicalizado dos obras: Una paloma (Felipe García) y El día que me ames (Zarco Gómez). En un video realizado al efecto, la sobrina de Guty Cárdenas, Carmen Sánchez Juárez Cárdenas, dio testimonio de propia voz del hallazgo. El estreno de Una paloma se realizó en la Ciudad de México, en el teatro María Tereza Montoya, el 30 de julio del 2010, ante un lleno total. La interpretó Zarco Gómez, acompañado en la guitarra por el autor de la música, Felipe García.
De acuerdo con una investigación de Enrique Martín, Guty Cárdenas firmó 35 canciones con su nombre, 13 con su seudónimo, "Yucho", y realizó 2 con la colaboración de otras personas, con lo que sumó 50 composiciones originales. Además de estas, se sabe que realizó cuatro arreglos, de los cuales tres fueron firmados con su nombre y el restante, con su seudónimo. Al morir, dejó inconclusa la música para el ballet Yucalpetén, al que entonces estaba dedicado completamente.[cita requerida]

## Anécdotas
Existe una anécdota según la cual una noche se encerraron a cantar y a decir poesía Nicolás Guillén, Guty Cárdenas y otros poetas y trovadores en un lugar que se llamaba La Zaragozana, en La Habana. Era tal la entrega a la bohemia y a la trova de quienes participaban que amanecieron cantando, lo que ocasionó que Guty Cárdenas perdiera el barco que lo regresaría a Yucatán y así tuvo que permanecer una semana más en La Habana.[cita requerida]

## En la cultura popular
La primera película del grupo finés Leningrad Cowboys (Leningrad Cowboys Go America) está dedicada a Guty Cárdenas.[cita requerida]